# Jackelin Díaz
Jackelin Díaz Farias (ur. 14 maja 1978) – wenezuelska judoczka. Olimpijka z Sydney 2000, gdzie odpadła w eliminacjach w wadze półlekkiej.
Uczestniczka mistrzostw świata w 1999. Startowała w Pucharze Świata w 2000. Piąta na igrzyskach panamerykańskich w 1999. Wygrała igrzyska Ameryki Południowej w 1998. Brązowa medalistka igrzysk Ameryki Środkowej i Karaibów w 1998, a także mistrzostw panamerykańskich w 1998, 1999 i 2000. Druga na mistrzostwach Ameryki Południowej w 1999 i trzecia w 1997 roku.

## Letnie Igrzyska Olimpijskie 2000
| Konkurencja | Eliminacje                | Klas. końcowa |
| Konkurencja | Przeciwnik I              | Miejsce       |
| ----------- | ------------------------- | ------------- |
| 52 kg       | Ioana Dinea-Aluaș (ROU) P | 1 runda       |